# Heinz Piper
Heinz Piper (4. marts 1908 – 1. februar 1972 i Hamburg) var en tysk skuespiller, studievært og stemme-skuespiller.
Ved TV optagelsen 90-års-fødselsdagen (engelsk titel Dinner for One) den 8. juli 1963 for NDR, var Heinz Piper speakeren, der fortæller om Miss Sophie's demens og 90 års fødselsdag, samt om vennerne, der var døde for over 25 år siden.